# Phương pháp biến phân (cơ học lượng tử)
Trong cơ học lượng tử, phương pháp biến phân là một cách để tìm gần đúng trạng thái riêng năng lượng thấp nhất  hay trạng thái cơ bản, và một số trạng thái kích thích. Điều này cho phép tính toán gần đúng các hàm sóng chẳng hạn như các quỹ đạo phân tử. Cơ sở cho phương pháp này là nguyên lý biến phân.
Phương pháp này bao gồm chọn " hàm sóng thử" phụ thuộc vào một hoặc nhiều tham số và tìm các giá trị của tham số này sao cho giá trị kỳ vọng của năng lượng là thấp nhất có thể. Khi đó hàm sóng thu được bằng cách khớp các tham số được gần đúng với hàm sóng trạng thái cơ bản và giá trị kỳ vọng của năng lượng ở trạng thái đó là biên trên của năng lượng trạng thái cơ bản. Phương pháp Hartree–Fock, nhóm tái chuẩn hóa ma trận mật độ và phương pháp Ritz đều áp dụng phương pháp biến phân.

## Mô tả
Giả sử ta có một không gian Hilbert và một toán tử Hermite trên nó được gọi là Hamiltonian H. Bỏ qua các khả năng về phổ liên tục, ta xét phổ rời rạc của H và các không gian riêng tương ứng của mỗi trị riêng (xem định lý phổ cho các toán tử Hermite trong cơ sở toán học):
{\displaystyle \langle \psi _{\lambda _{1}}\mid \psi _{\lambda _{2}}\rangle =\delta _{\lambda _{1}\lambda _{2}}}
trong đó {\displaystyle \delta _{i,j}} là kí hiệu Kronecker
{\displaystyle \delta _{ij}={\begin{cases}0&{\text{if }}i\neq j,\\1&{\text{if }}i=j.\end{cases}}}
và Hamiltonian liên hệ với trị riêng λ thông qua hệ thức trị riêng
{\displaystyle {\hat {H}}\left|\psi _{\lambda }\right\rangle =\lambda \left|\psi _{\lambda }\right\rangle .}
Các trạng thái vật lý được chuẩn hóa, nghĩa là độ chuẩn bằng  1. Bỏ qua phổ liên tục của H, giả định rằng nó được bao từ dưới và biên thấp hơn lớn nhất là E0. Giả sử rằng ta cũng biết trạng thái tương ứng |ψ⟩. Giá trị kì vọng của H khi đó là
{\displaystyle {\begin{aligned}\left\langle \psi \mid H\mid \psi \right\rangle &=\sum _{\lambda _{1},\lambda _{2}\in \mathrm {Spec} (H)}\left\langle \psi |\psi _{\lambda _{1}}\right\rangle \left\langle \psi _{\lambda _{1}}|H|\psi _{\lambda _{2}}\right\rangle \left\langle \psi _{\lambda _{2}}|\psi \right\rangle \\&=\sum _{\lambda \in \mathrm {Spec} (H)}\lambda \left|\left\langle \psi _{\lambda }\mid \psi \right\rangle \right|^{2}\geq \sum _{\lambda \in \mathrm {Spec} (H)}E_{0}\left|\left\langle \psi _{\lambda }\mid \psi \right\rangle \right|^{2}=E_{0}\end{aligned}}}
Tất nhiên, nếu ta biến thiên tất cả các trạng thái khả dĩ với độ chuẩn 1 để cực tiểu hóa giá trị kì vọng của H, giá trị thấp nhất sẽ là E0 và trạng thái tương ứng sẽ là một trạng thái riêng của E0. Biến thiên toàn không gian Hilbert  thường rất phức tạp trong các tính toán vật lý, và một không gian con của không gian Hilbert được chọn, được tham số hóa bởi một số tham số vi phân (thực) αi (i = 1, 2, ..., N). Việc chọn không gian con được gọi là ansatz. Một số việc chọn ansatz dẫn đến các gần đúng tốt hơn, do đó việc chọn ansatz khá quan trọng.
Hãy giả sử rằng có một số sự xen phủ giữa ansatz và trạng thái cơ bản (ngược lại, nó là một ansatz tệ). Ta vẫn mong muốn chuẩn hóa ansatz, do đó ta có một số ràng buộc
{\displaystyle \left\langle \psi (\mathbf {\alpha } )\mid \psi (\mathbf {\alpha } )\right\rangle =1}
và ta mong muốn cực tiểu hóa
{\displaystyle \varepsilon (\mathbf {\alpha } )=\left\langle \psi (\mathbf {\alpha } )|H|\psi (\mathbf {\alpha } )\right\rangle .}
Tổng quát, đây là công việc không dễ, do ta mong đợi một cực tiểu toàn cục và tìm các đạo hàm riêng bằng không của ε trên tất cả αi là không đủ. Nếu ψ (α) được biểu diễn như một tổ hợp tuyến tính của các hàm khác (αi là các hệ số), như trong phương pháp Ritz, chỉ có một cực tiểu và bài toán rất đơn giản. Tuy nhiên, còn có các phương pháp phi tuyến khác như là phương pháp Hartree–Fock, mà nó cũng không được đặc trưng bởi độ lớn các cực tiểu và do đó rất thuận tiện trong các tính toán.
Có sự phức tạp khác trong tính toán đã mô tả. Nếu ε tiến về E0 trong các tính toán cực tiểu hóa, không chắc chắn rằng các hàm sóng thử tương ứng có xu hướng tiến về hàm sóng thực sự. Điều này được làm rõ bằng các tính toán sử dụng dao động tử được hiệu chỉnh như một hệ mẫu, trong đó nghiệm giải ra gần chính xác sử dụng phương pháp biến phân. Một hàm sóng khác với hàm sóng chính xác thu được bằng việc sử dụng phương pháp đã mô tả ở trên.
Mặc dù các tính toán thường giới hạn ở năng lượng trạng thái cơ bản nhưng phương pháp này cũng có thể áp dụng trong các trường hợp nhất định khi tính các trạng thái kích thích. Nếu hàm sóng trạng thái cơ bản biết được bằng phương pháp biến phân hay bằng tính toán trực tiếp thì tập con của không gian Hilbert cũng có thể được chọn trực giao với hàm sóng trạng thái cơ bản.
{\displaystyle \left|\psi \right\rangle =\left|\psi _{\text{test}}\right\rangle -\left\langle \psi _{\mathrm {gr} }\mid \psi _{\text{test}}\right\rangle \left|\psi _{\text{gr}}\right\rangle }
Cực tiểu thường không chính xác cho trạng thái cơ bản, sự khác nhau giữa trạng thái cơ bản và {\displaystyle \psi _{\text{gr}}}  là kết quả trong năng lượng kích thích thấp hơn. Sự hụt này liên quan đến mỗi trạng thái kích thích cao hơn.
Trong công thức khác:
{\displaystyle E_{\text{ground}}\leq \left\langle \phi |H|\phi \right\rangle .}
Bằng định nghĩa, công thức này thỏa với bất kì φ thử nào, hàm sóng trạng thái cơ bản có năng lượng thấp nhất, và hàm sóng thử bất kì sẽ có năng lượng lớn hơn hoặc bằng với nó.
Chứng minh:
φ có thể được khai triển như một tổ hợp tuyến tính các hàm riêng thực của Hamiltonian (ta giả sử nó được chuẩn hóa và trực giao):
{\displaystyle \phi =\sum _{n}c_{n}\psi _{n}.\,}
Khi đó, để tìm giá trị kì vọng của Hamiltonian:
{\displaystyle {\begin{aligned}&\left\langle \phi |H|\phi \right\rangle \\={}&\left\langle \sum _{n}c_{n}\psi _{n}|H|\sum _{m}c_{m}\psi _{m}\right\rangle \\={}&\sum _{n}\sum _{m}\left\langle c_{n}^{*}\psi _{n}|E_{m}|c_{m}\psi _{m}\right\rangle \\={}&\sum _{n}\sum _{m}c_{n}^{*}c_{m}E_{m}\left\langle \psi _{n}\mid \psi _{m}\right\rangle \\={}&\sum _{n}|c_{n}|^{2}E_{n}.\end{aligned}}}
Lúc này, năng lượng trạng thái cơ bản là năng lượng khả dĩ thấp nhất, tức là {\displaystyle E_{n}\geq E_{g}}. Do đó, nếu hàm sóng được dự đoán φ được chuẩn hóa:
{\displaystyle \left\langle \phi |H|\phi \right\rangle \geq E_{g}\sum _{n}|c_{n}|^{2}=E_{g}.\,}

### Tổng quát
Với một hamiltonian H mô tả hệ và bất kì hàm sóng chuẩn hóa Ψ với các argument thích hợp cho hàm sóng chưa biết của hệ, ta xác định phiếm hàm
{\displaystyle \varepsilon \left[\Psi \right]={\frac {\left\langle \Psi |{\hat {H}}|\Psi \right\rangle }{\left\langle \Psi \mid \Psi \right\rangle }}.}
Nguyên lý biến phân phát biểu rằng
- {\displaystyle \varepsilon \geq E_{0}}, trong đó {\displaystyle E_{0}} là trạng thái riêng có năng lượng thấp nhất (trạng thái cơ bản) của hamiltonian
- {\displaystyle \varepsilon =E_{0}} khi và chỉ khi {\displaystyle \Psi } bằng chính xác với hàm sóng của trạng thái cơ bản của hệ được nghiên cứu.

Nguyên lý biến phân được công thức hóa ở trên là cơ sở của phương pháp biến phân được sử dụng trong cơ học lượng tử và hóa lượng tử để tìm gần đúng trạng thái cơ bản.
Một khía cạnh khác trong các nguyên lý biến phân của cơ học lượng tử là {\displaystyle \Psi } và {\displaystyle \Psi ^{\dagger }} cũng có thể được biến đổi tách biệt (gây ra bởi bản chất số phức của hàm sóng), các đại lượng có thể biến đổi theo nguyên lý tại một thời điểm.

## Trạng thái cơ bản của nguyên tử Heli
Nguyên tử heli bao gồm hai electron với khối lượng m và điện tích  −e, xung quan một hạt nhân được xem như cố định với khối lượng M ≫ m và điện tích +2e. Hamiltonian cho nó, bỏ qua cấu trúc tinh tế, là:
{\displaystyle H=-{\frac {\hbar ^{2}}{2m}}(\nabla _{1}^{2}+\nabla _{2}^{2})-{\frac {e^{2}}{4\pi \epsilon _{0}}}\left({\frac {2}{r_{1}}}+{\frac {2}{r_{2}}}-{\frac {1}{|\mathbf {r} _{1}-\mathbf {r} _{2}|}}\right)}
trong đó ħ là hằng số Planck rút gọn, ε0 là hằng số điện môi chân không, ri (for i = 1, 2) là khoảng cách của electrong thứ i đến hạt nhân, và |r1 − r2| là khoảng cách giữa hai electron.
Nếu số hạng Vee = e2/(4πε0|r1 − r2|), biểu diễn lực đẩy giữa hai electron, được bao gồm, Hamiltonian sẽ trở thành tổng của hai Hamiltonian nguyên tử giống hydro với điện tích hạt nhân +2e. Năng lượng trạng thái cơ bản khi đó sẽ là 8E1 = −109 eV, trong đó E1 là hằng số Rydberg, và hàm sóng trạng thái cơ bản sẽ là tích của hai hàm sóng cho trạng thái cơ bản của nguyên tử giống hydro:
{\displaystyle \psi (\mathbf {r} _{1},\mathbf {r} _{2})={\frac {Z^{3}}{\pi a_{0}^{3}}}e^{-Z(r_{1}+r_{2})/a_{0}}.}
trong đó a0 là bán kính Bohr và Z = 2, là điện tích hạt nhân của heli. Giá trị kì vọng của Hamiltonian toàn phần H (bao gồm số hạng Vee) trong trạng thái được mô tả bởi ψ0 sẽ là biên trên cho năng lượng trạng thái cơ bản của nó.<Vee> là −5E1/2 = 34 eV, do đó <H> là 8E1 − 5E1/2 = −75 eV.
Biên trên liên kết chặt có thể tìm thấy bằng cách sử dụng hàm sóng thử tốt hơn với các tham số. Mỗi electron có thể được xem như điện tích hạt nhân từng phần được "chắn" bởi các electron khác, do đó ta có thể sử dụng một hàm sóng thử bằng với điện tích "hiệu dụng" Z < 2: Giá trị kì vọng của H trong trạng thái này là:
{\displaystyle \langle H\rangle =\left[-2Z^{2}+{\frac {27}{4}}Z\right]E_{1}}
Cực tiểu hóa cho Z = 27/16 dẫn đến việc chắn rút gọn điện tích hiệu dụng cỡ ~1.69. Thay giá trị Z này vào biểu thức cho H ta có 729E1/128 = −77.5 eV,
với 2% sai số giá trị thực nghiệm, −78.975 eV.
Ngay cả những ước lượng gần hơn năng lượng này đã được tìm thấy bằng cách sử dụng các hàm sóng thử phức tạp hơn với nhiều tham số hơn.  Điều này được thực hiện trong hóa lý thông qua biến phân Monte Carlo.